# ハンドウイルカ属
ハンドウイルカ属（半道海豚属、Tursiops ）は、クジラ目ハクジラ亜目マイルカ科に属する属の一つ。ハンドウイルカ属はハンドウイルカ (T. truncatus ) とミナミハンドウイルカ (T. aduncus)とブルナンイルカ(T. australis) の 3 種で構成される。以前はミナミハンドウイルカはハンドウイルカの亜種とされることもあったが、現在は別の種とされている。また、ブルナンイルカは他の2種のいずれかに属すると考えられていたが、2011年に別種であることが分かった。詳細は個別の項目を参照されたい。

## 分類
ハンドウイルカ属 Tursiops
- ハンドウイルカ（バンドウイルカ） Common Bottlenose Dolphin,  Tursiops truncatus
- ミナミハンドウイルカ（ミナミバンドウイルカ） Indian Ocean Bottlenose Dolphin, Tursiops aduncus
- ブルナンイルカ Burrunan dolphin Tursiops australis

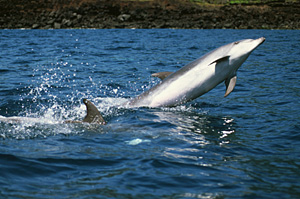
ハンドウイルカ
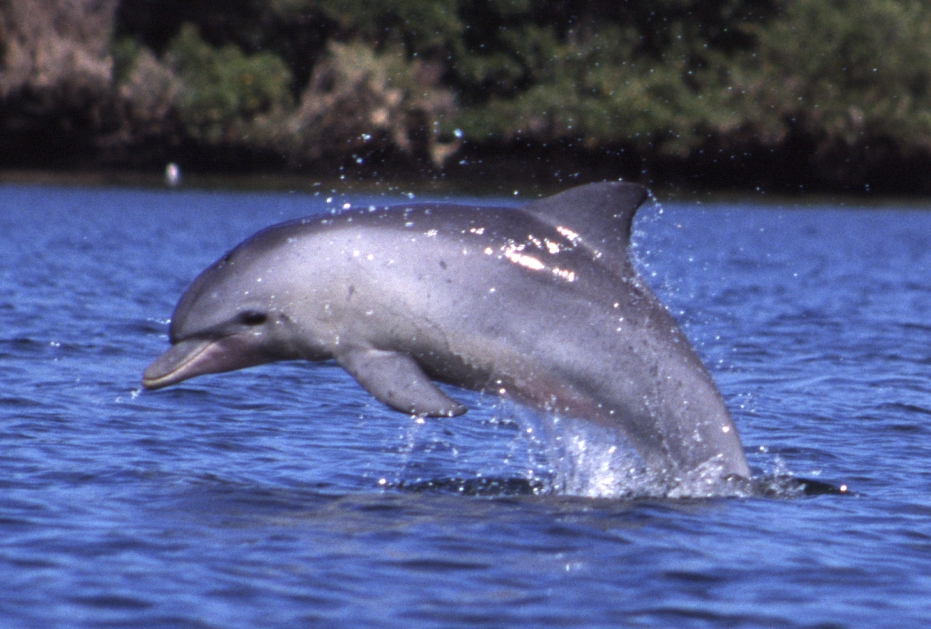
ミナミハンドウイルカ
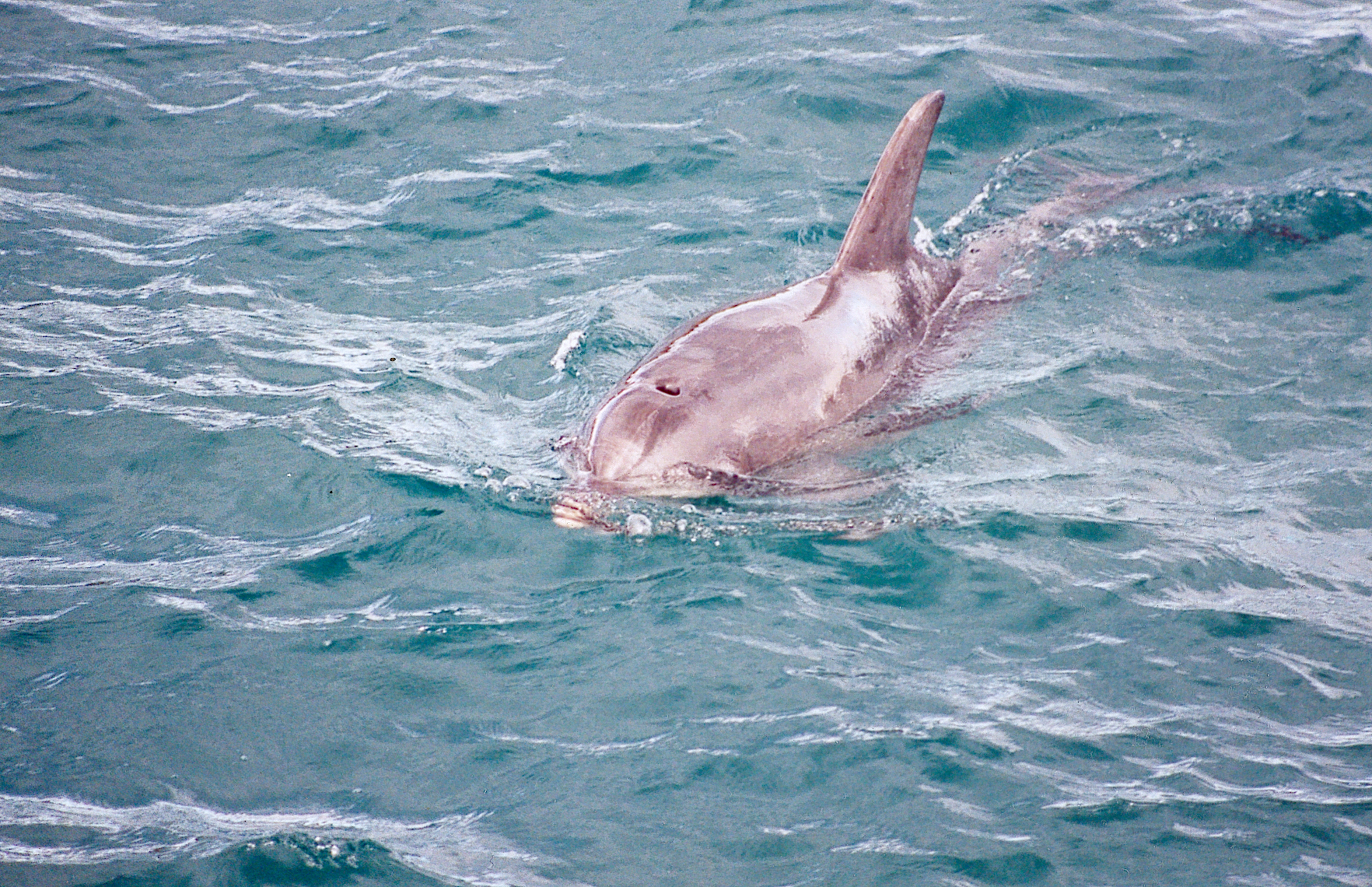
ブルナンイルカ